# ميخائيل تشوي
ميخائيل تشوي (بالإنجليزية: Michael Choi)‏ هو مهندس وسياسي أسترالي، ولد في 4 مارس 1959 في هونغ كونغ في الصين. حزبياً، نشط في حزب العمال الأسترالي. وقد انتخب عضو المجلس التشريعي ولاية كوينزلاند.